# Михайлов, Николай Михайлович (строитель)
Николай Михайлович Михайлов (1928—2009) — бригадир комплексной бригады строительно-монтажного управления «Жилстрой» треста «Иркутскалюминстрой» Министерства промышленного строительства СССР, Иркутская область. Герой Социалистического Труда.

## Биография
Николай Михайлов родился 24 декабря 1928 года в селе Эдуй Кяхтинского аймака Бурят-Монгольской АССР РСФСР (ныне Бичурский район Бурятии). Окончил начальную сельскую школу в родном селе. В 1940 году вместе с семьёй переехал в посёлок Каргасок Томской области. В 1942 году начал работать в колхозе «Гигант», а позже становится заместителем начальника лесозаготовительного участка. В 1951—1954 годах проходил срочную службу в Ленинградском военном округе. В 1954 году переехал в город Черемхово Иркутской области и начал работать стрелочником на станции Черемхово Восточно-Сибирской железной дороге.
В 1955 году Николай Михайлов был направлен на строительство алюминиевого комбината в город Шелехов. Попав на стройку, Николай окончил бригадирские курсы и был назначен бригадиром плотников — бетонщиков. Позже возглавил комплексную бригаду строительно-монтажного управления «Жилстрой» треста «Иркутскалюминстрой», где проработал девятнадцать лет. Бригада Михайлова выполняла строительные работы на особо значимых объектах СССР и постоянно добивалась высоких результатов, за что он в 1971 году был награждён орденом Трудового Красного знамени.
8 января 1974 года указом Президиума Верховного Совета СССР за выдающиеся успехи в выполнении и перевыполнении планов 1973 года и принятых социалистических обязательств Николаю Михайловичу Михайлову присвоено звание Героя Социалистического Труда с вручением ордена Ленина и золотой медали «Серп и Молот».
В сентябре 1974 года член Коммунистической партии Советского Союза Николай Михайлов направляется на строительство объектов Байкало-Амурской магистрали на территории Иркутской области. За годы строительства БАМа трудился в посёлке Магистральном, строил котельную для Тайшетского комбината силикатных изделий, возводил промышленные объекты в городе Бодайбо.
После выхода на пенсию Николай Михайлов поселился в городе Тайшет Иркутской области. Скончался в 2009 году и похоронен на Тайшетском городском кладбище.

## Награды
- Орден Трудового Красного знамени, 5 апреля 1971 года
- Орден Ленина, 8 января 1974 года
- Медаль «Серп и Молот», 8 января 1974 года